# 이드몬
이드몬(Idmon)은 그리스 신화에 나오는 인물이다. 어머니는 님프 키레네이며 아버지는 아폴론이라고도 하고 멜람푸스의 아들 아바스라고도 한다. 아폴론은 예언의 신이기도 하고, 아바스 역시 예언자인 멜람푸스의 피를 이어받아 예언 능력을 갖춘 인물이었다. 이드몬은 황금의 양모피를 찾는 아르고호의 모험에 참여하였는데, 자신이 모험 도중에 죽을 운명이라는 것을 알았다고 한다.